# Alberto Zaccheroni
Alberto Zaccheroni [Alˈbɛrto Dzakkeˈroːni] (Meldola, 1 de abril de 1953) é um treinador de futebol italiano. Atualmente, está sem clube.
Após quase três anos sem comandar uma equipe, acabou assumindo o comando da Juventus, em 29 de janeiro de 2010. Após não renovar seu contrato com a Juve ao término da temporada, Zaccheroni ficou durante alguns meses parado, até receber em 30 de agosto uma proposta para treinar a Seleção Japonesa, firmando um contrato de dois anos, onde irá receber quase dois milhões e meio de dólares.  Na equipe japonesa, conquistou o título da Copa da Ásia de 2011, após vitória na prorrogação por 1 x 0 sobre à Austrália. Em junho de 2014, após eliminação precoce da equipe japonesa ainda na primeira fase da Copa do Mundo de 2014 no Brasil, Zaccheroni pediu demissão do comando técnico da seleção oriental. No dia 19 de janeiro de 2016, é apresentado como treinador do Beijing Guoan. Porém, sua passagem pela equipe chinesa durou apenas quatro meses, sendo demitido no dia 20 de maio do mesmo ano, após um aproveitamento ruim pelo clube asiático, com 2 vitórias, 3 empates e 4 derrotas, gerando insatisfações e descontentamentos por parte da torcida e dirigentes. Em outubro de 2017, Zaccheroni foi selecionado para comandar a Seleção dos Emirados Árabes. No entanto, depois da equipe emiradense ser derrotada por 4 x 0 pelo Qatar, nas semifinais da Copa da Ásia de 2019, Zaccheroni deixou o cargo de treinador dos Emirados Árabes Unidos.

## Títulos
Milan
- Campeonato Italiano: 1999

Japão
- Copa da Ásia: 2011

### Individuais
- Oscar del Calcio: 1999
- Panchina d'Oro: 1998, 1999
- Seminatore d'oro: 1998